# Macrocera scoparia
Macrocera scoparia är en tvåvingeart som beskrevs av Marshall 1896. Macrocera scoparia ingår i släktet Macrocera och familjen platthornsmyggor. Inga underarter finns listade i Catalogue of Life.